# Stadio Théophile Hoarau
Lo stadio Théophile Hoarau è un impianto sportivo multifunzione francese, situato a Saint-Louis, nel dipartimento d'oltre mare di Réunion.
Comunemente usato per le partite di calcio, è sede delle partite interne del Saint-Louisienne. Venne edificato nel 1945 con il nome "Stade Raymond Mondon" ed ha una capacità massima di 2 845 persone.